# Andrei Sidorenkov
Andrei Sidorenkov (Sillamäe, 12 febbraio 1984) è un calciatore estone, difensore del Pocarr.

## Palmarès

### Club

#### Competizioni nazionali
- Campionato estone: 2

Flora Tallinn: 2002, 2003
- Coppa d'Estonia: 1

Flora Tallinn: 2007-2008
- Supercoppa d'Estonia: 3

Flora Tallinn: 2002, 2003, 2004